# Twee oude Engelse liederen
Twee oude Engelse liederen is een compositie van Frank Bridge. Het schreef het werk tijdens zijn verblijf van drie maanden in de Verenigde Staten. Hij voelde zich enigszins verloren en haalde zijn vaderland een beetje terug met het schrijven van nieuwe muziek bij deze twee oude liedtitels. Bridge schreef ze overigens zonder tekst.
Het eerste deel Sally in our alley wordt gespeeld in een langzaam tempo: Andante con moto – poco tranquillo – tempo 1.
Het tweede deel Cherry Ripe wordt gespeeld in het vlotte Allegretto con moto.
De versie voor strijkkwartet ging in première op 17 juni 1916. Op 26 september van datzelfde jaar volgde de eerste uitvoering van de strijkorkestversie waarbij Bridge dirigeerde.

## Discografie
- Uitgave Chandos: BBC National Orchestra of Wales o.l.v. Richard Hickox, een opname uit 2003 van de strijkorkestvariant
- Uitgave Nimbus Records: English String Orchestra o.l.v. William Boughton